# Cuzance

Cuzance este o comună în departamentul Lot din sudul Franței. În 2009 avea o populație de 528 de locuitori.

## Evoluția populației
| An        | 1975 | 1982 | 1990 | 1999 | 2006 | 2009 |
| --------- | ---- | ---- | ---- | ---- | ---- | ---- |
| Populație | 377  | 392  | 375  | 372  | 418  | 528  |